# Musti (rapper)
Musti, pseudonimo di Ugbad Mustafa Yusuf Noor (9 marzo 2001), è un rapper norvegese.

## Biografia
Qoyskayga (2020), album in studio d'esordio del rapper, ha esordito al 34º posto della VG-lista ed è stato premiato con lo Spellemannprisen all'hip hop. Allo stesso tempo, l'interprete è stato premiato col riconoscimento alla rivelazione dell'anno nell'ambito della medesima premiazione. Sorry, in collaborazione con Sondre Justad, è divenuta la sua prima entrata nella hit parade norvegese (13º posto); inoltre, ha ricevuto la nomination per lo Spellemannprisen al video dell'anno.
Ugbad (2022), reso disponibile a partire dall'ottobre 2022, è stato il suo secondo LP a finire in lizza per lo Spellemannprisen all'hip hop.

## Discografia

### Album in studio
- 2020 – Qoyskayga
- 2022 – Ugbad

### EP
- 2020 – Mellom høyblokkene
- 2021 – Mimi

### Singoli
- 2020 – On the Low
- 2020 – En brennende Tesla